# Павлова, Нина Михайловна (балерина)
Нина Михайловна Павлова (бел. Ніна Міхайлаўна Паўлава; род. 9 августа 1947, Семикаракорский район, Ростовская область) — советская и белорусская балерина, народная артистка БССР (1980).

## Биография
Нина Михайловна Павлова родилась 9 августа 1947 года в Семикаракорском районе Ростовской области.
В 1966 году окончила Белорусскую государственную хореографическую гимназию-колледж. С этого же года начала выступать в Большом театре Белоруссии. Также выступала с гастролями в Венгрии, Польше, Турции и Кувейте.
В 1980 году удостоилась почётного звания «Народная артистка Белорусской ССР.

## Репертуар
- «Бахчисарайский фонтан» Б. Асафьева — Зарема
- «Спартак» А. Хачатуряна — Эгина
- «Сотворение мира» А. Петрова — Ева
- «Кармен-сюита» Ж. Биже-Р. Щедрина — Кармен
- «Лебединое озеро» П. Чайковского — Одетта-Одиллия
- «Дон Кихот» Л. Минкуса — Китри
- «Жизель» А. Адана — Жизель
- «Пер Гюнт» Э. Грига — Доврская Дева

## Награды и звания
- Народная артистка Белорусской ССР (1980)